# The Banshees of Inisherin
The Banshees of Inisherin is een zwarte komediefilm uit 2022 over twee levenslange vrienden (Colin Farrell en Brendan Gleeson) die in een bizar drama terecht komen, wanneer een van hen de vriendschap verbreekt. Kerry Condon en Barry Keoghan spelen ook in de film. De film brengt Farrell en Gleeson opnieuw samen, nadat ze eerder samenwerkten aan McDonaghs In Bruges (2008).
The Banshees of Inisherin had zijn wereldpremière op het 79e Internationale Filmfestival van Venetië op 5 september 2022, waar Farrell de Volpi Cup voor Beste Acteur won en McDonagh de Gouden Osella voor Beste Scenario. Op 21 oktober 2022 werd de film in de bioscoop uitgebracht in Ierland, het Verenigd Koninkrijk en de Verenigde Staten door Searchlight Pictures. De eerste vertoning in Nederland was bij de opening van de 42ste editie van het Noordelijk Film Festival in Leeuwarden op 9 november 2022. In België ging hij op 4 januari 2023 in première en in Nederland op 26 januari 2023. De film kreeg veel lovende reacties van critici, die vooral te spreken waren over het scenario, de regie van McDonagh en de acteerprestaties.

## Verhaallijn
In 1923 tijdens de Ierse burgeroorlog begint op het kleine fictieve Ierse eiland Inisherin de folkmuzikant Colm Doherty plotseling zijn oude vriend en drinkmaatje Pádraic Súilleabháin te negeren. Colm vindt Pádriac te saai en wil de rest van zijn leven muziek componeren en grootse dingen doen. Het leven van Pádraic wordt ontwricht door het verlies van een van zijn weinige vrienden. Terwijl Pádraic steeds meer van streek raakt door de afwijzing, wordt Colm meer en meer afkerig van de pogingen van zijn oude vriend om met hem te praten. Colm stelt Pádraic uiteindelijk een ultimatum: elke keer als hij hem lastigvalt of met hem probeert te praten, zal hij met een schapenschaar een van zijn eigen linkervingers afknippen.
Hoewel Pádraics zorgzame zus Siobhán en de simpele Dominic proberen de escalerende ruzie van het paar te sussen, blijken hun inspanningen tevergeefs. Wanneer Pádraic hem dronken in de kroeg aanspreekt en zich daarna verontschuldigt, snijdt Colm een van zijn vingers af en gooit deze tegen Pádraics deur. De spanningen nemen toe, en de lokale ouderling Mrs. McCormick waarschuwt Pádraic dat de dood spoedig naar het eiland zal komen. Ondertussen wijst Siobhán voorzichtig de romantische avances van Dominic af; ze is het leven op het eiland beu en verhuist naar het vasteland voor een bibliotheekbaantje. Colm heeft een nummer geschreven, dat hij "The Banshees of Inisherin" noemt en lijkt open te staan om zijn vriendschap met Pádraic nieuw leven in te blazen - totdat de laatste onthult dat hij een van zijn muzikantenvrienden heeft misleid om het eiland te verlaten. Als reactie snijdt Colm zijn resterende linkervingers af met de schaar en gooit ze naar de deur van Pádraics huisje. Pádraics geliefde ezel Jenny wordt dood aangetroffen nadat ze gestikt is in een van de afgehakte vingers.
Pádraic, diepbedroefd over zijn ezel, geeft Colm de schuld van Jenny's dood. Als vergelding vertelt hij Colm dat hij zijn huis de volgende dag zal afbranden. Pádraic steekt het huis in brand en brengt de hond van Colm in veiligheid. Als Pádraic vertrekt, ziet hij Colm in het brandende gebouw zitten. De lokale politieagent, Dominics gewelddadige vader Peadar, gaat naar het huis van Pádraic. Hij wordt weggeleid door mevrouw McCormick, die hem zonder iets te zeggen naar het doordrenkte lijk van Dominic brengt dat in het nabijgelegen meer drijft. Hij had zichzelf verdronken. De volgende ochtend staat mevrouw McCormick buiten het uitgebrande huis van Colm en vindt een stoel naast een gebroken raam. Pádraic vindt met hulp van zijn hond Colm op het strand. Colm verontschuldigt zich voor Jenny's dood en stelt voor om het huis te vernietigen en hun vete te beëindigen, maar Pádraic vertelt zijn voormalige vriend dat het alleen zou zijn afgelopen als hij in het huis was gebleven. Terwijl Pádraic zich omdraait om te vertrekken, bedankt Colm hem voor het zorgen voor zijn hond; waarop Pádraic antwoordt: "Any time."

## Rolverdeling
- Colin Farrell als Pádraic Súilleabháin
- Brendan Gleeson als Colm Doherty
- Kerry Condon als Siobhán Súilleabháin
- Barry Keoghan als Dominic Kearney
- Pat Shortt als Jonjo Devine
- Jon Kenny als Gerry
- Bríd Ní Neachtain als Mrs. O'Riordan
- Lasairfhíona als zangeres
- Gary Lydon als Peadar Kearney
- Aaron Monaghan als Declan
- Sheila Flitton als Mrs. McCormick
- David Pearse als de priester

## Productie
In februari 2020 werd aangekondigd dat Martin McDonagh zijn volgende regieplannen had gemaakt met Searchlight Pictures, en dat hij opnieuw zou samenwerken met zijn sterren van In Bruges; Brendan Gleeson en Colin Farrell. In augustus 2021 werden Barry Keoghan en Kerry Condon aan de cast toegevoegd.
De opnames begonnen in augustus 2021 in Inishmore en werden later die maand verplaatst naar Achill Island. De locaties die op Achill werden gebruikt waren onder andere Cloughmore (JJ Devine's Pub), Purteen Harbor (O'Riordans winkel), Keem Bay (het huis van Colm Doherty), Corrymore Lake (Mrs. McCormicks cottage) en St. Thomas's Church in Dugort. Het filmen werd afgerond op 23 oktober 2021.

## Release
The Banshees of Inisherin had zijn wereldpremière op het 79e Internationale Filmfestival van Venetië op 5 september 2022, waar het een 15 minuten lange staande ovatie kreeg van het publiek, de langste van het festival van dat jaar. De film werd diezelfde maand ook op het Toronto International Film Festival vertoond en was de openingsfilm van het 31e Philadelphia Film Festival op 19 oktober 2022. De film werd in Ierland, de VS en het VK uitgebracht in de bioscoop op 21 oktober 2022.

## Ontvangst

### Box office
Per 8 november 2022 had The Banshees of Isherin een totale omzet van $3,6 miljoen in de V.S. en Canada, een $7,2 miljoen in de rest van de wereld. Dit maakt samen $10,8 miljoen wereldwijd.

### Recensies
Op de reviewwebsite Rotten Tomatoes is 97% van de 237 critici positief, met een gemiddeld cijfer van 8.7/10. De consensus luidt: "Met een van Martin McDonaghs beste films en een uitstekend hoofdrollenduo is The Banshees of Inisherin een goed gemaakte feel-bad-lekkernij." Metacritic, dat een gewogen gemiddelde gebruikt, gaf de film een score van 87 van de 100, gebaseerd op 60 critici, wat "universal acclaim" aangeeft.
Peter Bradshaw van The Guardian gaf de film vier van de vijf sterren en schreef dat "voor een onderzoek naar mannelijke eenzaamheid en opgekropte woede het vreemd meeslepend en vaak erg grappig is." Todd McCarthy van Deadline Hollywood schreef dat de film "een eenvoudig en duivels verhaal was over het einde van een vriendschap, doorgeschoten met stekelige humor en plotselinge momenten van opzienbarend geweld", hij prees ook de cinematografie van Ben Davis en de filmmuziek van Carter Burwell. David Ehrlich van IndieWire beoordeelde de film met een B+ en schreef dat "de constante stroom van humor de meest prangende vragen van het verhaal een passend belachelijke context biedt, en spreekt tot de absurditeiten van het bestaan zelf". Hij noemde het ook McDonaghs beste werk sinds In Bruges.

### Prijzen
De film ging in première in competitie op het 79e Filmfestival van Venetië, waar Colin Farrell Beste Acteur won en Martin McDonagh Beste Scenario. Op 19 februari 2023 op de 76e British Academy Film Awards won de film vier prijzen: beste originele scenario (Martin McDonagh), beste vrouwelijke bijrol (Kerry Condon), beste mannelijke bijrol (Barry Keoghan) en uitzonderlijke Britse film.